# Justino António Cardoso

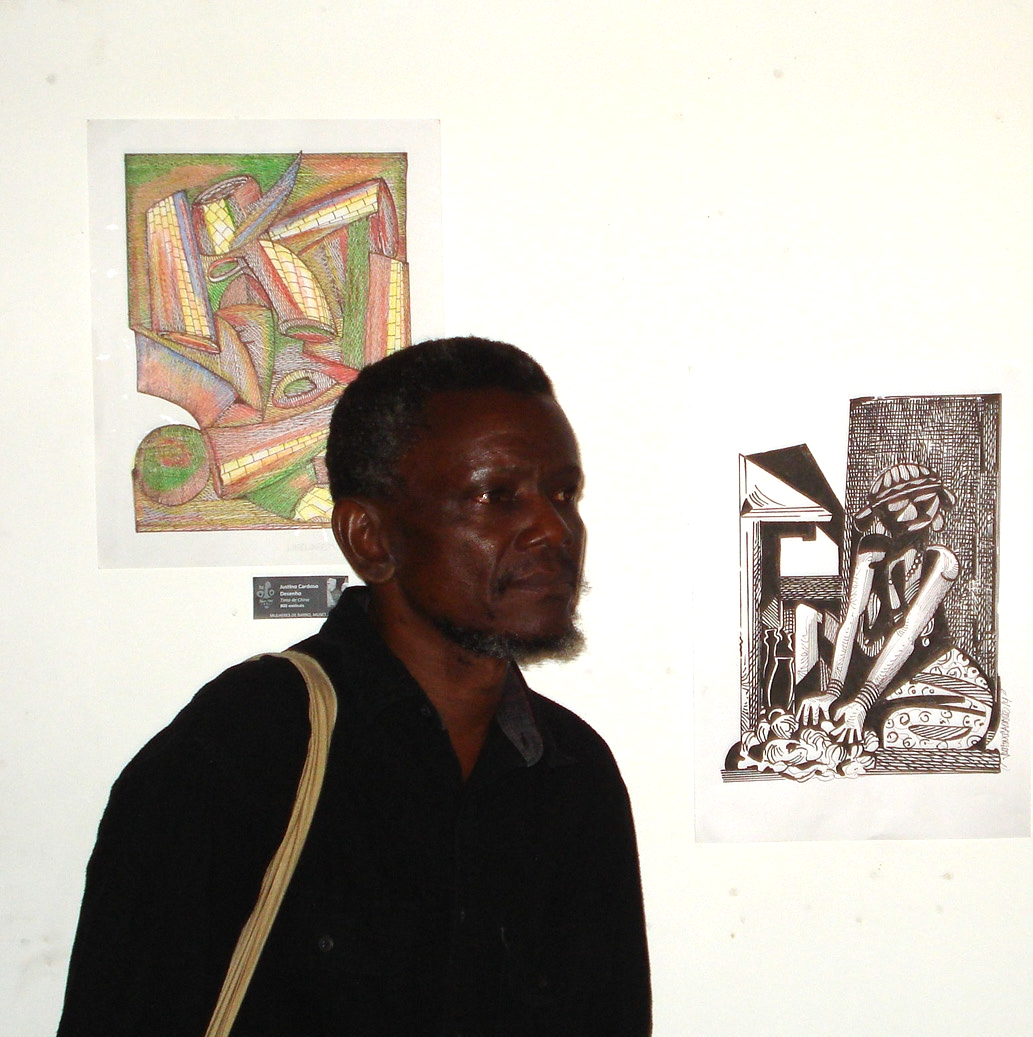
Justino António Cardoso (2014)

Justino António Cardoso (* 1960 in Namapa-Eráti, Provinz Nampula, Portugiesisch-Ostafrika) ist ein mosambikanischer Zeichner und Cartoonist.

## Leben
Als Sohn eines Lehrers brachte sich Cardoso das Zeichnen als Kind selbst bei. 1978 veröffentlichte die Zeitung Tempo seine ersten Comics über die Geschichte des Widerstandes gegen die Kolonialmacht Portugal. Im April 1984 wurde er in Malawi unter dem Regime von Hastings Kamuzu Banda für circa einen Monat eingesperrt. 1989 nahm er im Zuge des 13. Weltfestivals von Jugendlichen und Studenten an einer Comic-Buch-Ausstellung in Pjöngjang teil. In Nampula gründete Cardoso die Interessengemeinschaft für Comicstrips.
Zwischen 1979 und 1984 arbeitete er gemeinsam mit der mosambikanischen Befreiungsfront FRELIMO und schuf eine Reihe von Plakaten für den damaligen Präsidenten Samora Machel. In dieser Zeit lernte er den Maler und Bildhauer Malangatana kennen. Er gründete Muhupi, die erste unabhängige Zeitung Nampulas, nahm aktiv am kulturellen Leben der Stadt teil und setzte seine Arbeit als Künstler fort. Cardoso arbeitete als Koordinator der Friedrich-Ebert-Stiftung in Nampula und begann 2005 mit der Verwendung von Comics für die Reform des öffentlichen Sektors. Über die Jahre thematisierte er in zahlreichen Ausstellungen die verschiedenen Gesichter der Korruption und ihre Auswirkungen.
Cardoso gilt auch als Geschichtsschreiber seines Landes. Seine Schwarz-Weiß-Zeichnungen erzählen die Geschichte von Mosambik von der Ankunft Vasco da Gamas bis heute, seine Bücher und Ausstellungen zeigen diese Seite seines Schaffens. 2011 zeigte er eine Ausstellung im Ethnografischen Museum in Nampula mit Grafiken über das Leben des ersten Präsidenten von Mosambik Samora Machel. 2012 präsentierte Cardoso anlässlich der Feierlichkeiten zum 50. Jahrestag der Gründung von FRELIMO eine Ausstellung über das Leben und Werk von Eduardo Mondlane, dem ersten Präsidenten der FRELIMO.
Seine aktuellen Arbeiten zeigen sein Engagement bei der Aufklärung über soziale Probleme seines Landes. Im Jahr 2015 veranschaulichte er mit Sorriso da Ébola die Gefahren dieser tödlichen Krankheit und wie man ihre Ausbreitung verhindert. 2016 machte er eine Ausstellung über die negativen Effekte von Kinderehen, ein aktuelles und besorgniserregendes Problem in der Provinz Nampula.
Seine Zeichnungen sind aktuell; sie reagieren auf Entwicklungen in seinem Land und beinhalten auch Traditionen. Sie zeigen immer wieder den Wert und die Bedeutung des afrikanischen Multikulturalismus.
Schnelle Striche und Bilder erscheinen in einem Rahmen, Zeichnungen in Schwarz-Weiß beschreiben ein Liebesgefühl oder den Kampf für die Freiheit und die Hoffnung auf ein besseres Leben. Von der brasilianischen Journalistin Flora Pereira da Silva von afREAKa erhielt er den Beinamen Justino o épico (deutsch etwa: „Der epische Justino“).
Cardoso lebt und arbeitet in Nampula.

## Ausstellungen

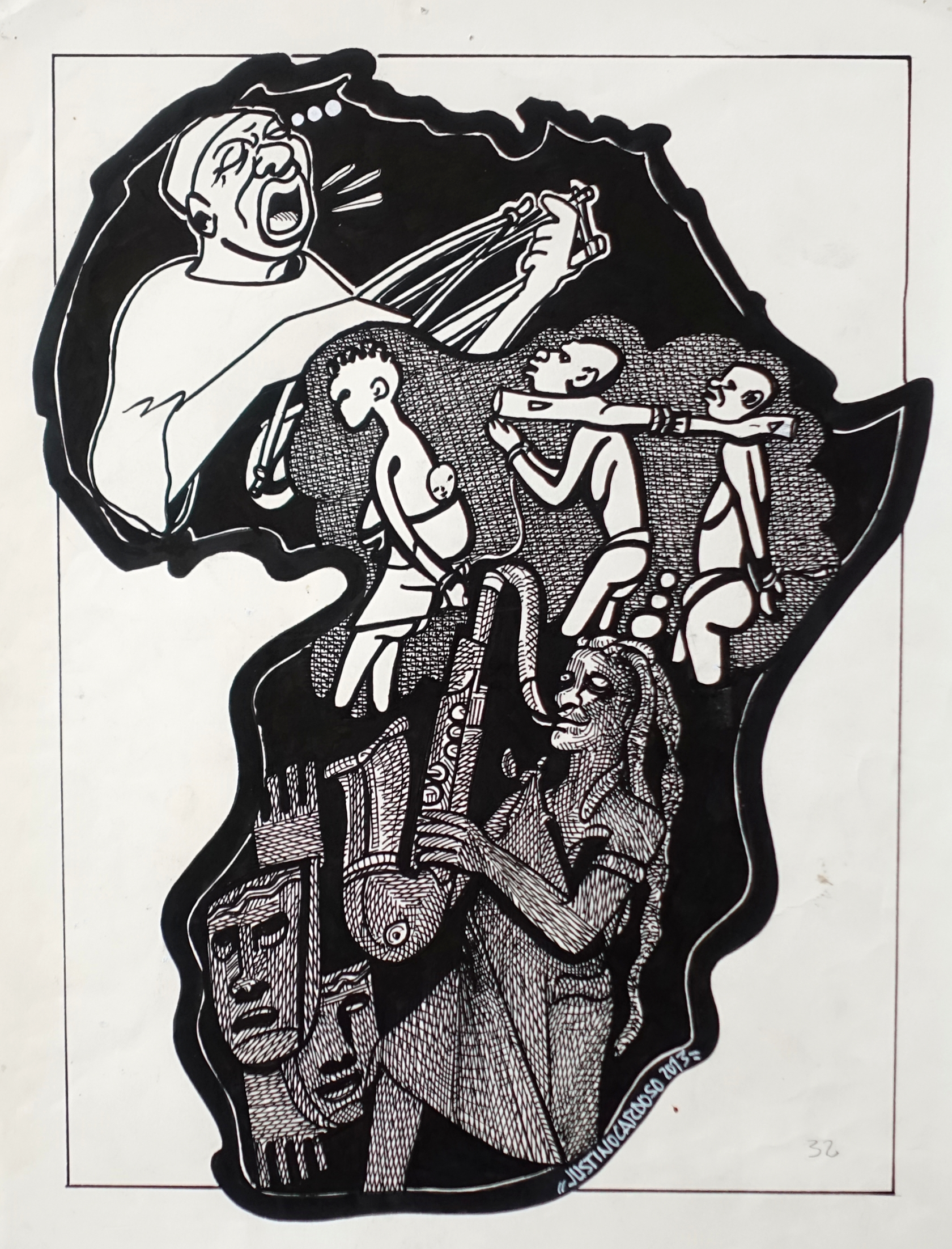
'A música da alma' (2013)

- 2010 Teilnahme an der internationalen Gemeinschaftsausstellung The Origin–A journey between Science and Art mit Künstlern aus Europa und Mosambik im Museum Scuderie Aldobrandini in Frascati[3], im Kulturzentrum Jean Monet in Saint-Genis-Pouilly und in der Universität Genf.[4]
- 2011 Rasto de um Cometa, Museu Nacional de Etnografia de Nampula
- 2012 Images d'un peuple. Les Makuas du Mozambique - Traditions e coutumes, Mitarbeitervereinigung von CERN in Genf.
- 2015 Historia da prostituição no Tempo Coloniale, Nampula.[5]
- 2017 Teilnahme an der Ausstellung LIBERDADE – Kunst aus Mozambique und Tansania, Hofkabinett Linz[6][7]
- 2017 Teilnahme an der Ausstellung Art without Borders, Kulturzentrum Marko Cepenkov in Prilep[8]

## Publikationen
- Moçambique 1498–2009, Grupo editorial LeYa Moçambique, 2009.[9][10]
- A lenda sobre a Origem do povo Makonde de Moçambique - The legend of the origin of the Makondes from Mozambique - La légende sur l’origine du people Makondé du Mozambique - La leggenda dell’origine del popolo Makonde del Mozambico, Pedro Gulhierme Kulyumba (Text) und Justino António Cardoso (Illustrationen), Loreleo Éditions 2010, ISBN 978-2-9700725-4-6.
- Ilha de Moçambique História e Patrimônio, History and Patrimony, Histoire et Patrimoine, Storia e Patrimonio, Loreleo Éditions 2013, ISBN 978-2-9700725-6-0.
- Un peuple en images – les Makua du Mozambique, the Makua from Mozambique, os Makua do Moçambique, Loreleo Éditions 2014, ISBN 978-2-9700725-9-1.
- Malangatana, Loreleo Éditions 2014, ISBN 978-2-9700725-7-7.[11]
- NACALA-A-VELHA  1976-2015  ACENSÃDUMA REGIÃO FLAGELADA PELA GUERRA; FOME E MISÉRIA, Alcance Editores 2015, RLINLD N° 8389/RLINLD/2015.
- ABC da Saúde mit Texten von Lehrern der Fakultät für Gesundheitswissenschaften der Universität Lúrio, gedacht für Kinder der ersten und zweiten Schulstufe in Mosambik. Loreleo Editions, 2018. Text: Carla Ganhão, Elisabete Catarino, Sofia Costa, Sandrine Couto, Artur dos Santos:

Abecedário da Saúde  Ensino primário, ISBN 978-2-970 1257-0-9.
Abecedário da Saúde Ensino secundário. ISBN 978-2-9701257-1-6.
- Buch über CERN mit Texten von Physikern und Ingenieuren. CERN 2018, erschienen in Englisch, Französisch, Italienisch, Spanisch und Portugiesisch:

CERN Science bridging cultures (English) Text: Marilena Streit-Bianchi, Emmanuel Tsesmelis, John Ellis, Lucio Rossi, Ana Maria Henriques Correia and João Martins Correia, Frédéric Hemmer, Giovanni Anelli, João Varela, Arthur I. Miller, Rolf Heuer. Artists: Davide Angheleddu, Justino António Cardoso, Margarita Cimadevila, Angelo falciano, Michael Hoch, Karen Panman, Islam Mahmoud Sweity, Wolfgang Trettnak.

## Auszeichnungen
- 2014 Medalha de Mérito Artes e Letras (Verdienstorden für Kunst und Literatur) durch Filipe Nyusi, den Präsidenten der Republik Mosambik.[15]
- 2021 Verleihung der Ehrendoktorwürde der Universität Rovuma in Nampula[16][17]